# Contrat d'adhésion en droit français
Pour un article plus général, voir Contrat d'adhésion.
Le contrat d'adhésion est un contrat où l'une des parties propose un ensemble de clauses contractuelles non négociables à son cocontractant, que ce dernier doit accepter ou refuser en bloc. 

## Prédominance d'une partie forte sur une partie faible et le déséquilibre qui en résulte
Dans cette optique la question de la liberté contractuelle qui, d'ailleurs est une des principales conditions de formation de tout contrat, donc paraissait essentielle de développer une théorie juridique qui permettra de protéger l’adhérent.Dans le même sens, Raymond Saleilles nomme les conventions dans lesquelles «il y a prédominance exclusive d'une volonté, agissant comme volonté unilatérale, qui dicte sa loi, non plus à un individu, mais à une collectivité indéterminée» Ainsi, ce type de contrat est fréquemment utilisé dans le cadre de relations entre professionnels et consommateurs, employeur et employé, assureur et assuré, etc. Il s'agit des contrats d'assurances, de contrats de travail, de contrat de consommation, contrat de location, etc. Dans un contrat de travail par exemple, l'employé n'aura pas d'autre choix que celui d'accepter ou de refuser le contrat qui lui est proposé. En effet, lorsqu'un employé accepte signer un contrat de travail, il est présumé avoir accepté toutes les clauses ou dispositions prévues dans le contrat, comme les termes des honoraires de travail, les conditions relatives à l 'exécution du service, la rémunération, etc. Aussi, le consommateur est plus réticent lorsqu'il achète des prestations. Dans ce cas, en effet, l'industrialisation des procédés se généralisant, c'est souvent tout un ensemble de caractéristiques de la prestation qu'il lui faut accepter en bloc, alors que certaines lui semblent aisément personnalisables. De même, lorsqu'on achète une casserole on est obligé de l'accepter telle qu'elle est, même si on avait souhaité un fond plus épais. C'est une situation habituelle. On constate alors la prédominance d'une partie forte sur une partie faible, donc une inégalité entre les parties. Cette situation crée un déséquilibres entre les droits et obligations des parties en raison des clauses abusives que ces différents types de contrats sont susceptibles de contenir. Exemples : Contrat de fourniture EDF / GDF Contrat téléphonie mobile, Contrat satellite Contrat accès Web (...)

## Code civil français
Aux termes de l'article 1110 al.2 du code civil, le contrat d'adhésion est « celui dont les conditions générales, soustraites à la négociation, sont déterminées à l'avance par l'une des parties ». Ce type de contrat s'oppose au contrat de gré à gré dans lequel les stipulations sont librement négociées entre les parties.
Les contrats d'adhésion se rencontrent dans les relations B to C (par ex. : contrat d'abonnement) comme dans les relations B to B.

## Notion de clause abusive dans le contrat d'adhésion
Dans tout contrat, l'exigence est faite aux parties de définir de commun en accord les différentes clauses du contrat (le principe de la liberté contractuelle et de l'autonomie de volonté). Une clause est dite abusive dans un contrat lorsqu'elle accorde un avantage excessif à une partie qui profite de sa puissance économique. Aussi, c'est la clause figurant dans un contrat conclu entre un professionnel et un non professionnel qui a pour effet de créer au détriment du non professionnel un déséquilibre significatif entre les droits et obligations des parties au contrat. Le contrat d'adhésion reste cependant celui qui est le plus susceptible de contenir des clauses abusives, d'où un contrôle de plus en plus fréquent des tribunaux qui peuvent déclarer la clause (voire le contrat) non écrite. Il y'a lieu de noter une liste de clauses abusives: la liste « noire » et la liste « grise ». La liste noire énumère douze clauses présumées abusives de manière irréfragables eu égard à la gravité de l'atteinte qu'elles portent à l'équilibre du contrat (par exemple, réserver au professionnel le droit de modifier unilatéralement les stipulations relatives à sa durée, aux caractéristiques ou au prix du bien à livrer ou du service à rendre). En revanche, la liste grise désigne dix clauses simplement présumées abusives, laissant au professionnel la possibilité d'apporter la preuve du caractère non abusif de la clause litigieuse (par exemple, reconnaître au professionnel la faculté de résilier le contrat sans préavis d'une durée suffisante) .Cependant, l'inégalité des parties est une réalité que seule la loi, par la recherche d'une égalité formelle entre les contractants, peut corriger. La situation d'infériorité à laquelle se trouve confronté l'un des contractants peut alors tenir à l'absence de jugement éclairé sur la portée effective de son engagement, telle qu'elle se rencontre en matière de crédit à la consommation ou du crédit immobilier, ou à l'origine, par l'une des parties, du régime juridique applicable au contrat, telle qu'elle existe fréquemment en droit des assurances .
Dans l'Union européenne, les clauses abusives sont des clauses qui, dans des contrats de consommation sont considérées comme nulles, non écrites car non équilibrées pour le consommateur. Depuis la directive 93/13 (en) du Conseil du 5 avril 1993, ce type de clause est encadré au niveau européen.

## Réformes relatives au contrat d'adhésion
La loi no 2018-287 du 20 avril 2018 ratifiant l’ordonnance no 2016-131 portant réforme du droit des contrats, du régime général et de la preuve des obligations a affecté non seulement la notion de contrat d’adhésion (nvl. art. 1110 al. 2 : « Le contrat d'adhésion est celui qui comporte un ensemble de clauses non négociables, déterminées à l'avance par l'une des parties » ; comp. anc. art. 1110 al. 2 : « Le contrat d'adhésion est celui dont les conditions générales, soustraites à la négociation, sont déterminées à l'avance par l'une des parties »), mais aussi le périmètre des clauses contrôlables (nvl. art. 1171 al. 1 : « Dans un contrat d'adhésion, toute clause non négociable, déterminée à l'avance par l'une des parties, qui crée un déséquilibre significatif entre les droits et obligations des parties au contrat est réputée non écrite » ; comp . art. 1171 al. 1 : « Dans un contrat d'adhésion, toute clause qui crée un déséquilibre significatif entre les droits et obligations des parties au contrat est réputée non écrite »).
En France, en droit de la consommation par exemple de nombreuses réformes ont été réalisées dans le but de protéger la partie faible dans un contrat opposant un professionnel et un consommateur. C'est ainsi que des règles ont été adoptées afin de protéger la partie faible, d'interdire les pratiques commerciales trompeuses (art. L.121-1 du code de la consommation) ou d'encadrer, à titre d'exemples, le crédit à la consommation, ou certaines méthodes de vente (vente à distance, démarchage à domicile). Le droit français présente la particularité de prévoir des sanctions pénales en cas de manquement aux principales obligations qu'il prévoit. C'est le cas, notamment, des fraudes et falsifications, de la publicité trompeuse, de l'inobservation des règles sur le crédit, etc.

## Régime juridique des contrats d'adhésion
En droit français, de nombreuses règles protectrices demeurent purement civiles et les clauses abusives sont désormais soumises à l'appréciation de la loi et celle du juge. En matière procédurale, les clauses abusives qui, se trouvant dans un contrat sont réputées non écrites c'est-à-dire annulées, sans que la validé du contrat ne soit par ailleurs affectée. Aussi, en droit international privé comme en droit judiciaire privé interne, des dispositions visant à protéger et à restaurer le déséquilibre entre parties contractantes sont envisageables. En principe les juridictions du domicile du défendeur sont compétentes pour connaître d'un litige né entre deux contractants. Cette règle de compétence est transposée sur le plan international pour donner compétence internationale aux juridictions de l'État du domicile du défendeur. Cependant, ce principe est assorti de trois tempéraments qui sont les règles de compétences dérogatoires. On a voulu, compenser ce déséquilibre sur le terrain juridictionnel en avantageant la partie faible en matière de compétence juridictionnelle, spécialement en lui permettant de plaider devant une juridiction proche de son domicile. Le demandeur jouit d'une option et peut saisir une autre juridiction que celle de l'État du domicile du défendeur. Nous distinguons les règles de compétence spéciale, les règles de compétence dites dérivées et les règles de compétence en matière de contrat comportant une partie faible. Les contrats comportant une partie faible peuvent être des contrats d'adhésion comme les contrats d'assurances, les contrats de consommation et les contrats de travail. Notons à présent que toutes ces règles ne jouent a priori qu'à une seule condition: le défendeur doit être domicilié dans l'Union Européenne pour le Règlement Bruxelles I bis, et domicilié dans un État de l'AELE pour que joue la convention de Lugano II. Toutefois, nonobstant l'absence du domicile du défendeur dans la condition susmentionnée, l'application du Dispositif peut être retenue. Toutes ces règles de nature protectrices offrent à la partie faible toute une série d'options de compétence. Ainsi, quand la partie faible est demanderesse, il lui est notamment reconnu le droit d'agir devant les juridictions de son domicile et quand elle est défenderesse, elle ne peut être assignée que devant les juridictions de son domicile. Même en présence de clauses attributives de juridictions qui se neutralisent de telle sorte qu'elles ne puissent nuire à la partie faible. Toutes ces mesures visent à encadrer désormais ces types de contrats en protégeant la partie économiquement faible dans un souci d'une équité entre droits et obligations des contractants et pour une meilleure administration de la justice.